# Manneken Pis
El Manneken Pis (pronúncia: [màneke], en dialecte de Brussel·les Menneke Pis, és a dir, «homenet que pixa») és una estàtua de bronze que fa 61 centímetres d'altura i està situada al centre històric de Brussel·les (Bèlgica) que representa un nen petit nuet que pixa sobre una font.
Va ser dissenyada per un escultor del Brabant Flamenc anomenat Jérôme Duquesnoy el Vell i va ser col·locada en el seu setial en 1618 o 1619. Juntament amb la Plaça Major de Brussel·les i l'Atòmium, es tracta d'una de les principals atraccions turístiques de la ciutat, i hom la relaciona amb l'esperit independent dels seus habitants. L'exemplar a cel obert a la font a l'angle dels carrers Stoofstraat i Eikstraat, uns dels monuments més fotografiats de Brussel·les, és una còpia, l'original està al museu de la ciutat. El primer esment escrit del bronze data del 1451-1452. Abans de fer-se famós, com totes les fonts, tenia un paper utilitari en el sistema de subministrament d'aigua potable de la ciutat.

## Història
L'any 1388, a la cantonada de Stoof- i Eikstraat, ja hi havia una font de la qual formava part una estatueta de pedra que es deia Julianekensborre. L'estàtua en si no s'ha conservat i tampoc n'hi ha una foto, per la qual cosa no hi ha certesa que aquesta petita Juliane orinés. No obstant això, hi ha un registre de 1452, en què s'utilitzen les paraules daer dmenneken pist com a indicació de la ubicació d'aquesta cantonada del carrer. En el plànol de la ciutat de Frans Hogenberg i Joris Bruin de 1572, també es troba aquest topònim, juntament amb un mínim esbós del qual només es pot deduir que era una estàtua independent. En ocasions especials bevia cervesa o vi en lloc d'aigua, una tradició que també estava en voga a la cort borgonyona. A Enghien, es diu que ja el 1362 hi havia una font "Manneken-Pis".
El 1619, el consell de la ciutat va ordenar la renovació completa de la font. L'escultor Hieronymus Duquesnoy el Vell va realitzar una estàtua de bronze segons l'exemple antic dels putti pisciatori. L'estàtua de Duquesnoy es va col·locar sobre un pilar de sis peus d'alçada, executat pel picapedrer Daniël Raessens. També va fabricar les dues tines en què el petit orina (6 x 6 i 4 x 2 peus).
Durant el Bombardeig de Brussel·les de 1695 l'estàtua va ser amagada, per ser col·locada de nou en el seu pedestal el 19 d'agost d'aquest any. En aquesta ocasió es va col·locar sobre el seu cap el següent text del salm: In petra exaltavit me, et nunc exaltavi caput meum super inimicos meos (El Senyor em va col·locar sobre un pedestal de pedra, i avui estic amb el meu cap per sobre dels meus enemics).
L'estàtua va ser enderrocada repetidament del seu pedestal per vàndals i bromistes. Al voltant de 1745, els soldats d'Anglaterra la van segrestar en secret. Es diu que els brussel·lesos van atrapar els lladres a Gerardsbergen gràcies a l'ajuda dels ciutadans d'aquesta ciutat i que els van regalar una rèplica com a mostra del seu agraïment. Probablement es tracta d'una llegenda, ja que l'estàtua de Geraardsberg no és una rèplica i es remunta a l'segle xv.
Dos anys després, els granaders francesos, que estaven a les ordres de Maurici de Saxònia i havien pres Brussel·les, van saquejar l'estàtua. El rei Lluís XV, que es trobava a la ciutat, va evitar que es produís un sagnant motí fent que s'aturés als autors i regalant al Manneken Pis un esplèndid vestit brodat amb brocat d'or. També li va concedir en aquesta ocasió l'Orde de Sant Lluís.
El conjunt va ser reformat l'any 1770 per una nova decoració en pedra blava. L'aigua corria cap al carrer perquè s'havia retirat la conca de captació. Més tard es va erigir una porta per tancar l'accés a l'aigua. L'any 1859, l'ajuntament va imposar el canvi cap al nou sistema d'aigua retirant les fonts dels carrers, però, per descomptat, això no va passar a la font més famosa de la ciutat.
L'estàtua va desaparèixer la nit del 4 al 5 d'octubre del 1817. L'autor va ser capturat al novembre. Antoine Licas, de 33 anys i treballador forçat en llibertat condicional, va resultar acusat d'haver robat l'estàtua per vendre-la com a ferralla. L'havia trencat a trossos i els havia amagat a les muralles de Brussel·les entre la Naamsepoort i la Leuvensepoort (Brussel·les Leuvensepoort). El càstig que va rebre el febrer de 1818 no va ser lleu: una hora a la picota, marcat amb les lletres TP i treballs forçats de per vida ("travaux à perpétuïté"), posteriorment reduïts a 20 anys. Les restes es van tornar a forjar sota la supervisió de Gilles-Lambert Godecharle, i el pedestal ho testifica: 1620 - RESTA 1817. No és clar si en aquella ocasió es va reparar la mateixa estàtua o es va utilitzar com a base per a un nou motlle. La investigació realitzada el 2015 no va proporcionar una resposta definitiva.
Després de dos nous intents de segrest el 1955 i 1957, el Manneken Pis va ser segrestat i portat a Anvers pel club d'estudiants Wikings la nit del 16 al 17 de gener de 1963. El club d'estudiants va ser notícia a tot el món. Com que es tractava d'una bona causa, no es va adoptar cap sanció. La broma va recaptar 80.000 francs en benefici dels discapacitats.
El 1965 l'estàtua va ser robada de nou. El tros que s'havia trencat per sota del genoll va aparèixer, però no el cos. La consternació dels brussel·lesos es va estendre per tot el país i en llocs tan llunyans com el Japó els nens estalviaven per aconseguir un substitut. Vuit mesos més tard, arran d'una crida anònima a De Post, els bussos van trobar la peça superior al Canal de Brussel·les. Mentrestant, ja s'havia fos una nova estàtua que encara adorna el nínxol de la Stoofstraat. L'estàtua original es va traslladar a la Broodhuis de la Grote Markt i es va tornar a muntar el 2003.
La rèplica del Manneken Pis va ser "robada" el 26 d'abril de 1978 pel club d'estudiants Ad Fundum de l'Institut Nacional Superior d'Ensenyament Tècnic d'Anderlecht, com a maniobra per a unes eleccions presidencials Li van deixar fer la seva feina a la seva escola. Com a càstig, li van haver de fer un nou vestit. Cada any, el Manneken Pis es posa aquesta disfressa el dia que bategen els seus nous alumnes, i li col·loquen un barril de cervesa perquè orini cervesa.
El 2017 es va construir un museu al voltant de l'estàtua original de Duquesnoy a l'Eikstraat. 19, on també s'exposen 133 dels més de mil vestits conservats (d'aquí ve el nom de GardeRobe MannekenPis).
L'any 2019, l'aigua de la font es va posar en circuit tancat, per la qual cosa ja no desapareixen més de mil litres d'aigua potable al dia a les clavegueres.

## Vestuari

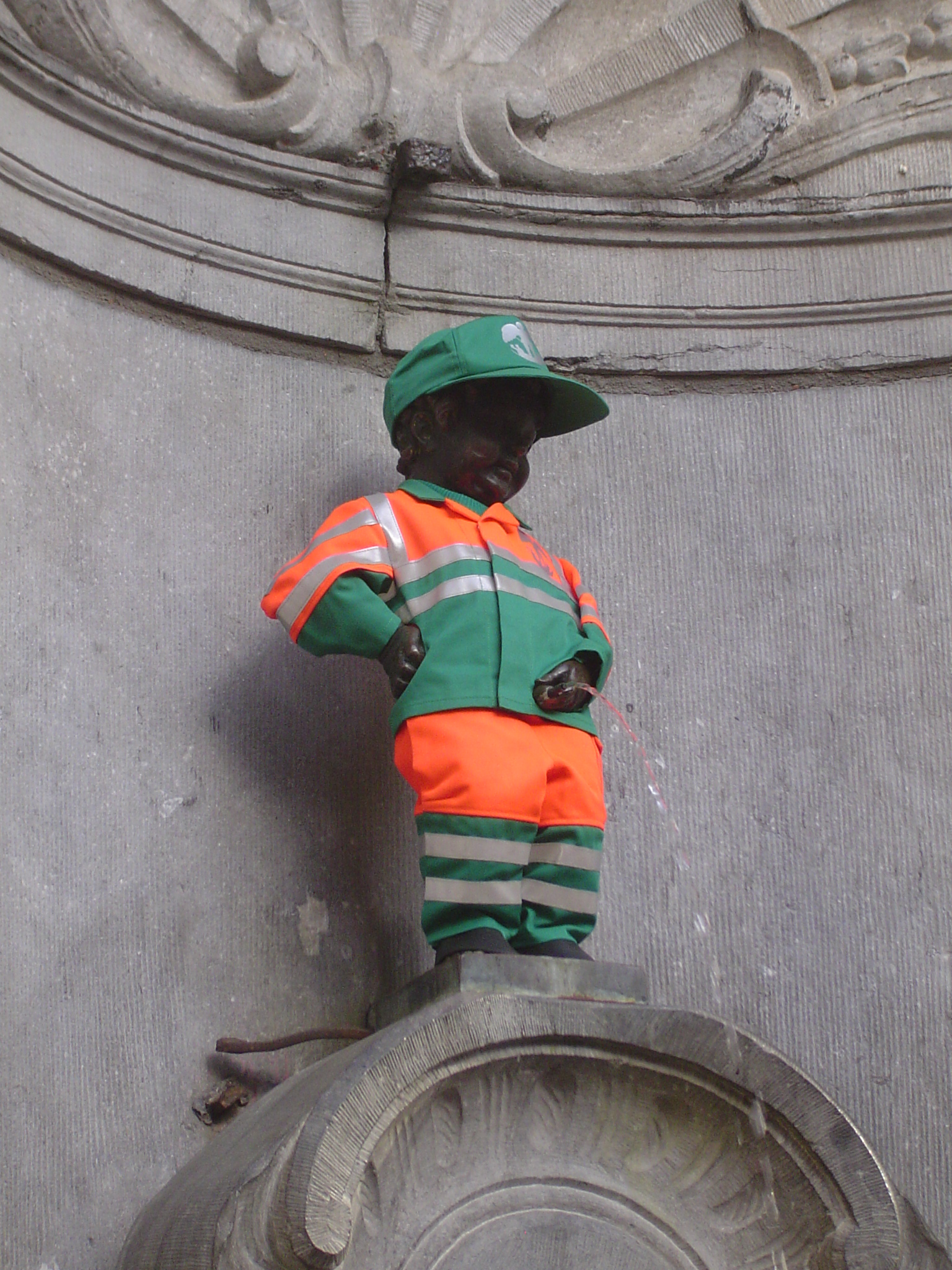
Manneken Pis vestit amb el vestit dels escombriaires de la ciutat.

Generalment queda despullat, però 130 vegades per any es vesteix. És de costum que moltes confraries, associacions o governs li regalen els seus vestits típics o uniforme, fet de mida. El museu conté una col·lecció de quasi mil vestits, de la qual els més antics daten del segle xix. El primer, l'hauria donat Lluís XIV de França, després d'una temptativa de rapte per una tropa de soldats francesos. Per calmar el clam públic, Lluís li va atorgar un títol de noblesa, el dret de portar espasa així com la condecoració de la Creu de Sant Lluís el que implicava que des d'aleshores, els soldats havien de donar-li el salut militar. El 20 de maig del 2017 per primera vegada va prendre els colors dels jugadors del Barça.
Tothom qui vulgui donar un vestit ha d'enviar una requesta a l'Ajuntament de Brussel·les. Una comissió mixta de representants de la ciutat i de la Confraria dels Amics de Manneken Pis avalua la proposició que per ser acceptat no pot tenir cap caràcter publicitari, comercial, polític o religiós. Després de l'aprovació s'organitza la cerimònia de lliurament. A aquesta ocasió, de vegades el Manneken obsequia per la seva via habitual vi o cervesa en lloc d'aigua. 

Dels Països Catalans destaquen entre molts altres vestits
- 1952: un dansaire mallorquí ofert pels Dansadors de la Vall d'Or[16]
- 1967: un vestit tradicional de Mallorca regalat per Tanita Mercadal Mirales[17]
- 1979: Manneken català a l'ocasió de la restauració de la Generalitat de Catalunya[18]
- 2008: la muixeranga d'Algemesí[19]
- 2010: els Castellers de Vilafranca a l'ocasió del 60è anniversari de la colla[20][21]
- 2017: capdanser de la Gala de Campdevànol[22]

## Llegendes

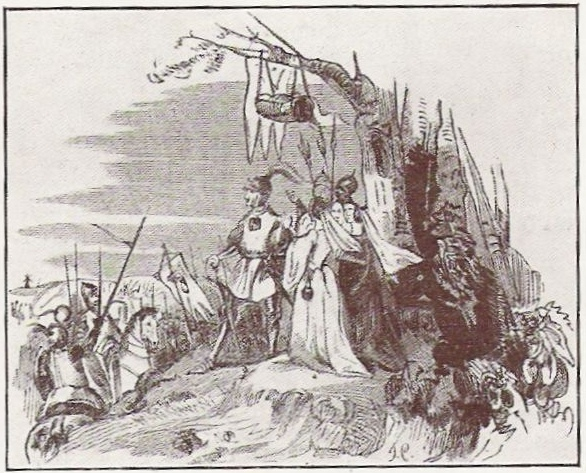
Godofreu III de Lovaina en el seu bressol sobre la branca d'un roure durant la Guerra de Ransbeek.

El Manneken Pis és mundialment famós pel seu aspecte entremaliat i les llegendes que es van teixir sobre l'origen i la significació d'aquesta estàtua. Entre elles hi ha les següents:
Una primera llegenda explica que en el segle xiv Brussel·les va ser atacada per enemics, que en un moment donat van fingir rendir-se. En realitat, però, estaven col·locant pólvora sota les muralles de la ciutat i volien fer-la volar. Es diu que un nen anomenat Julià va veure la metxa a temps i la va apagar orinant sobre ella. D'aquesta manera, va salvar a la ciutat de la destrucció.
Una segona llegenda parla d'un nen que va defecar i va orinar contra la porta d'una bruixa. La bruixa es va enfurismar i va maleir el petit: per castigar-lo, el nen continuaria orinant indecentment per sempre. Un bon home, en veure tot allò, va substituir ràpidament el nen per una estàtua per deslliurar-lo de l'eterna micció.
En una tercera història, que és la que més expliquen als turistes, hi havia una festa a Brussel·les. Un ric comerciant que visitava la ciutat en família va perdre el fill petit entre la gran multitud de persones. El van buscar durant dies, i al cap de dos dies el pare va tornar a veure el nen: el fill estava rient i orinant en un petit jardí. El pare es va alegrar tant de trobar el seu fill que va fer fer una font d'agraïment. Sobre la font va col·locar l'estàtua del seu fill orinant.
Segons una altra llegenda, el jove duc Godofreu III de Lovaina va fugir del palau del seu pare quan només tenia sis anys. Va passejar per Brussel·les amb alguns nens de la mateixa edat. Els servents, que el buscaven, el van trobar al lloc on ara hi ha la font. Tal com estava aleshores, continua estant allà ara com una estàtua.
No obstant això, alguns creuen que l'estàtua es va fer amb motiu de la Batalla de Ransbeek prop de Vilvoorde. Quan el duc Godofreu III de Brabant tenia dos anys, el seu pare va morir. Després de la seva mort, dos nobles de la cort, Walter van Mechelen i Geeraard van Grimbergen del gènere Berthout, van declarar la guerra al jove duc. Els guardians del jove duc van demanar ajuda als graaf van Vlaanderen. Va oferir la seva ajuda, però els soldats volien saber per qui havien de lluitar. Per tant, el petit va ser mostrat als soldats i després portat al camp de batalla. Allà, el bressol va ser penjat a la branca d'un arbre durant la lluita que va durar tres dies. Finalment, els rebels van ser derrotats. El jove duc també hi va tenir participació. Diverses vegades al dia, es posava dret al bressol i després s'assegurava que el seu raig volés sobre la vora amb força. Per no oblidar aquest memorable esdeveniment, el roure del qual havia penjat el bressol va ser traslladat a Brussel·les i plantat en un carrer del centre de la ciutat, on es va donar el nom d'Eikstraat. Al costat de l'arbre es va erigir una estàtua d'un nen orinant.
Una història més probable és que el Manneken Pis es va fer com a homenatge a les nombroses adoberies que es trobaven als voltants de la Stoofstraat, i en què s'utilitzava orina de nens petits per processar el cuir. L'amoníac de l'orina era a l'Edat Mitjana una matèria primera apreciada per sastres i adobers, i per fer al cuir més flexible.

## Competidors i clons

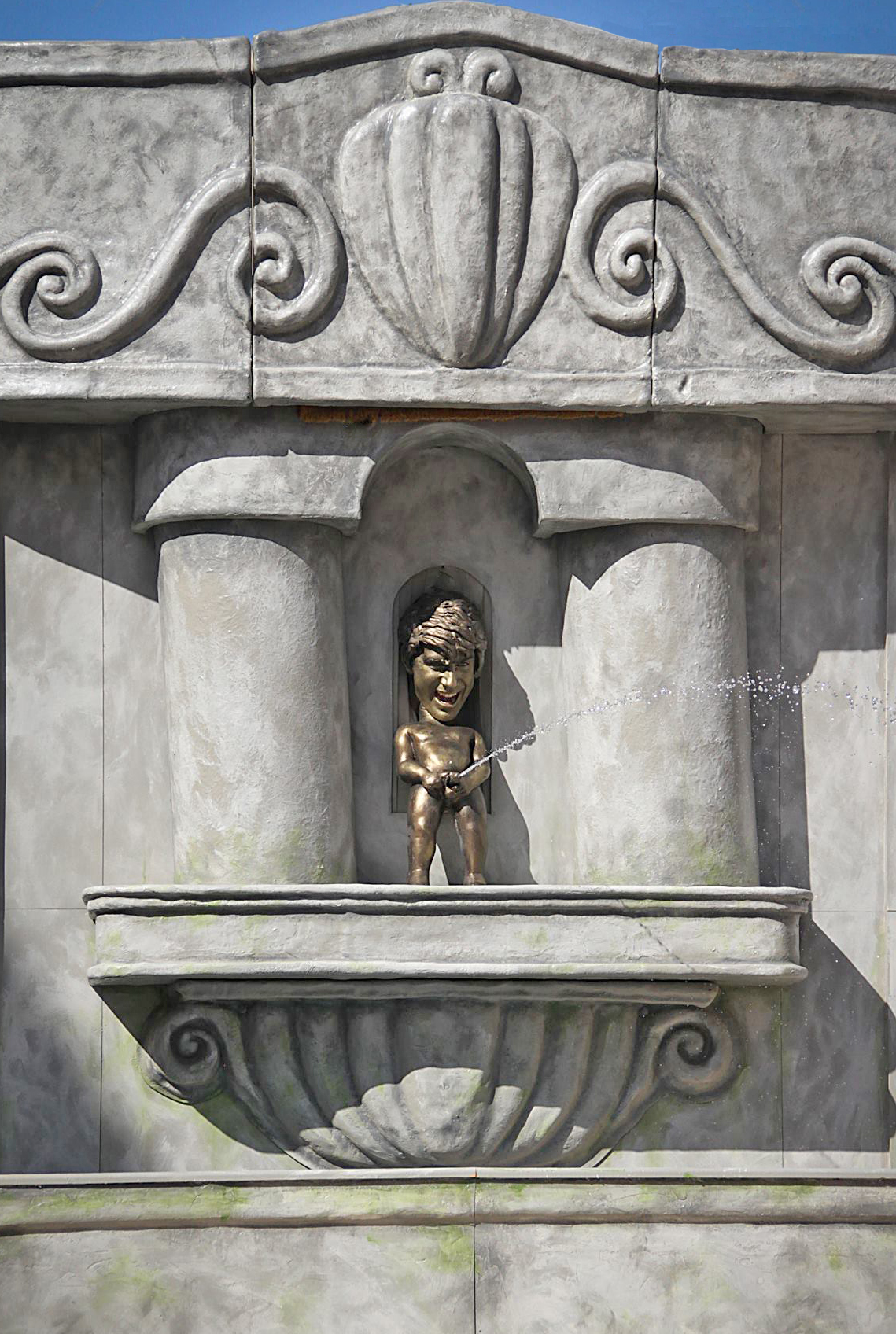
Manneken Pis revisitat per la Companyia de teatre Campi Qui Pugui

Des del segle xv té la competència d'un bronze amb la mateixa funció a la ciutat de Geraardsbergen, que té igualment un rober impressionant i des del 2016 el seu museu propi. Tenen junts un conflicte no resolt sobre qui és el més gran, segons el conservador de Geraardsbergen, és sense dubte el Manneke-Pis de Geraardsbergen.
El 1987 es va inaugurar, al mateix barri de Brussel·les dins del marc de la igualtat de gènere, una seva germana de bronze «Jeanneke Pis» que actua amb la mateixa desimboltura.
Des del juny del 1990 té un clon a la plaça Imperial Tàrraco prop d'un seu amic de bronze, el Maginet, com símbol de l'agermanament de Tarragona amb Brussel·les. El 2015 la companyia de teatre del carrer Campi Qui Pugui va estrenar a la Fira Tàrrega un espectacle inspirat en el Manneken brussel·lenc.
L'escultora i princesa Delphine de Saxònia-Coburg (Delphine Boël) en va fer la seva versió, amb calçotets color bandera belga i una erecció potent.

## Galeria

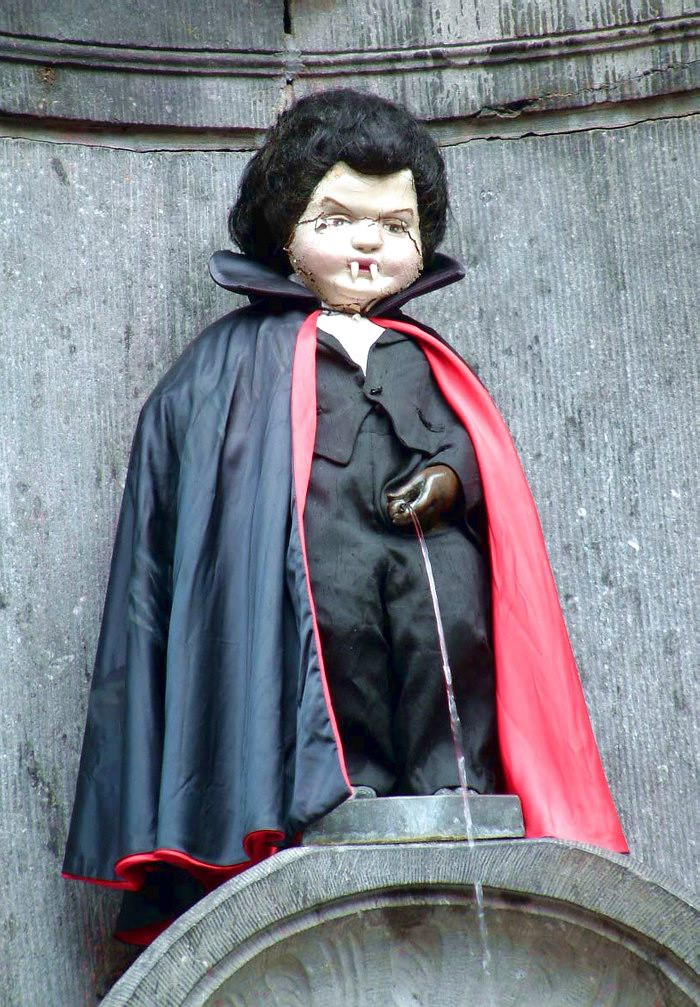
Manneken Pis vestit com Dracula (15 de març del 2002)
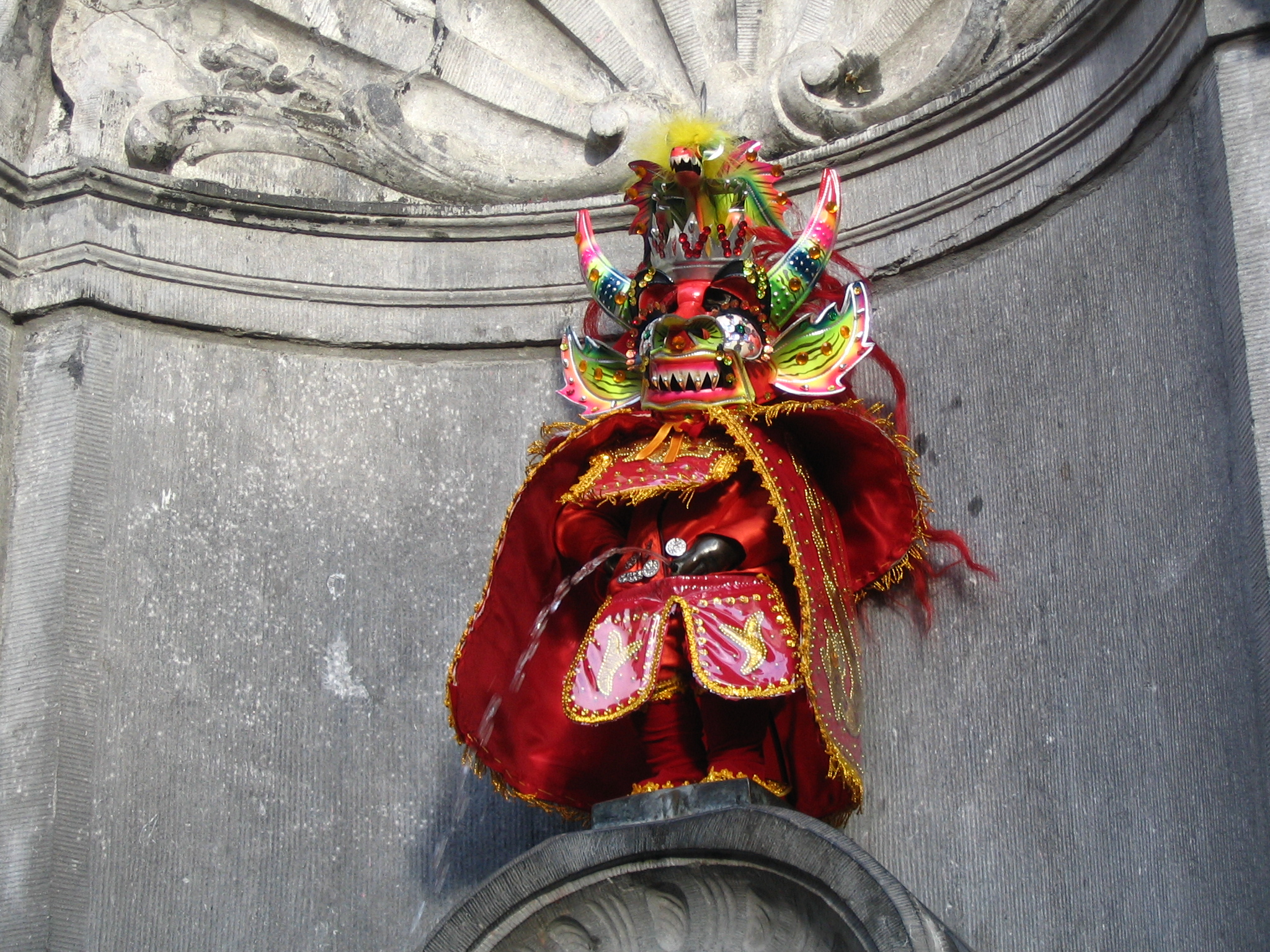
Manneken Pis amb la roba de la Diablada (Bolívia) (786tº vestit, 3 de març del 2007)
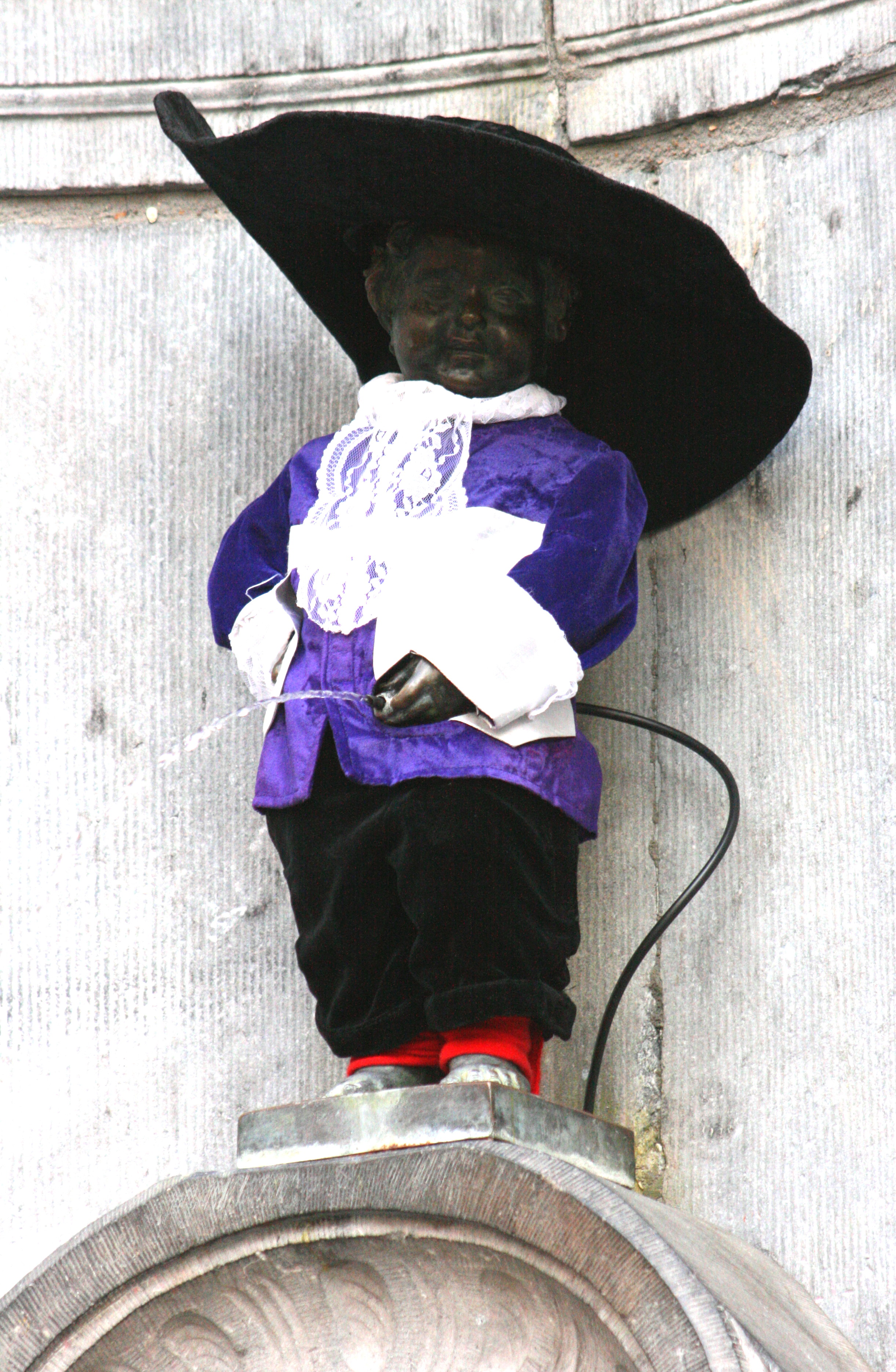
Rèplica del vestit ofert per Maximilià II Manuel de Baviera el 1698 (17 d'octubre de 2009)
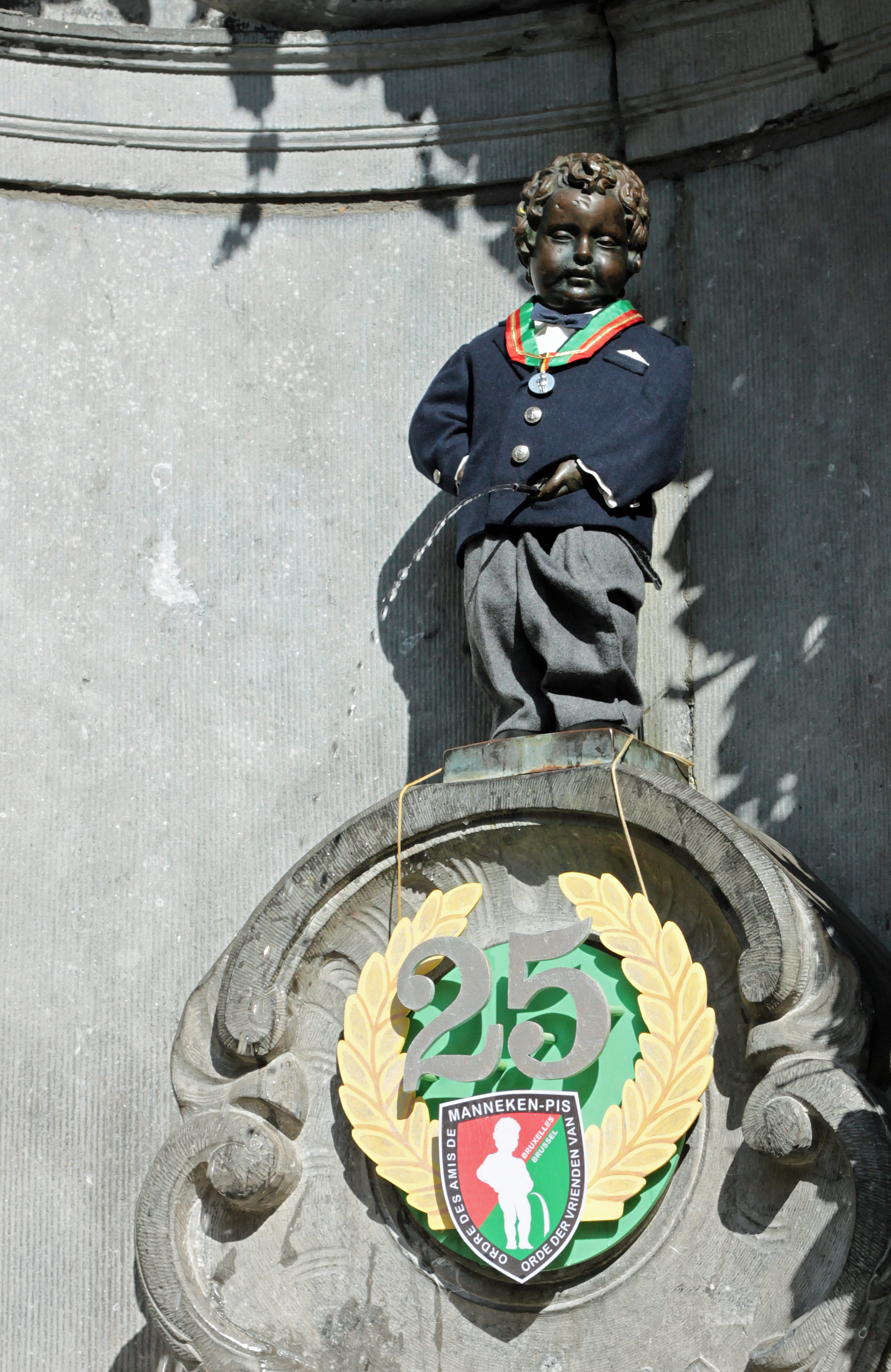
25è aniversari de l'Orde dels Amics de Manneken Pis (3 de setembre del 2011)
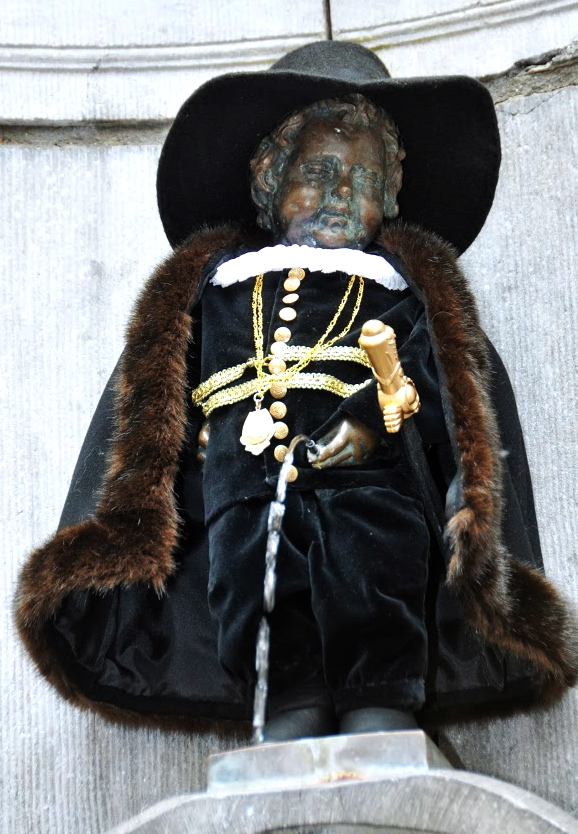
Manneken Pis vestit com a burgmestre de les Set Cases Nobles de Brussel·les (902è vestit, 22 de juny del 2013[a]
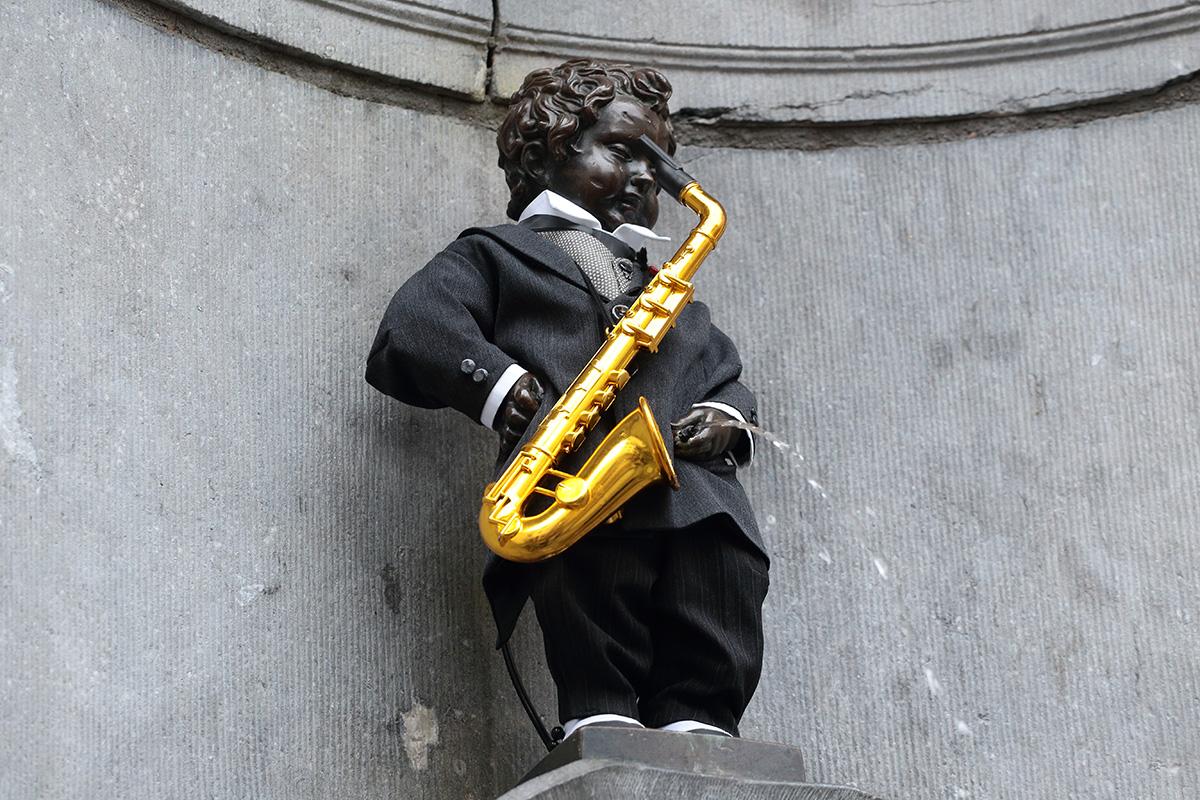
Un saxòfon pel Manneken Pis en el 200è aniversari d'Adolphe Sax (6 de novembre de 2014)
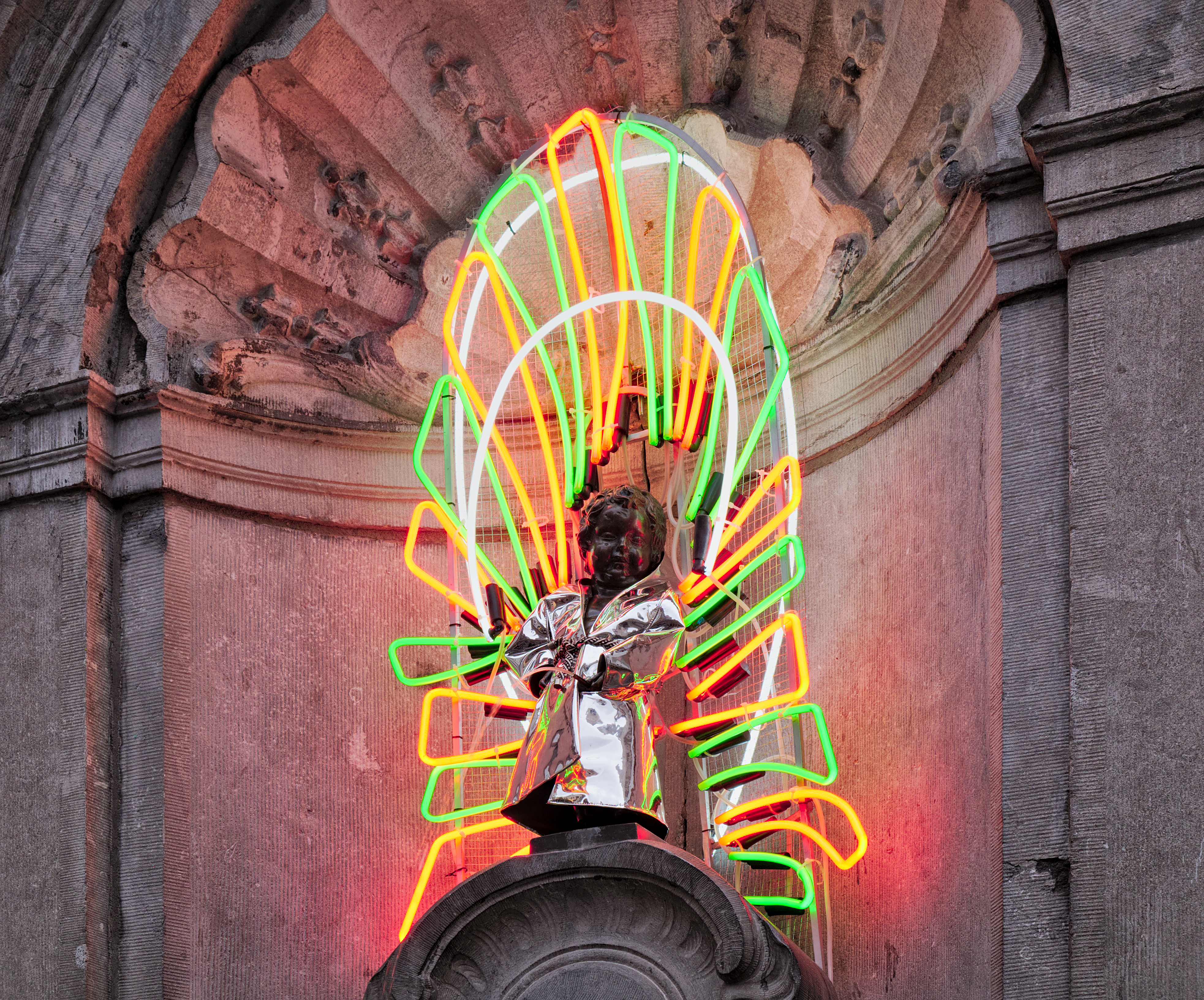
Manneken Pis amb el seu vestit número 1000, dissenyat per Jean-Paul Lespagnard (13 de maig de 2018)